# Ацтекская империя
Ацтекская империя — раннеклассовое государство, существовавшее в XIV—XVI веках в Центральной Америке и созданное ацтеками. Включала в себя центральную часть современной Мексики.
Империя ацтеков, также называлась Тройственным союзом, Мексиканской империей или империей Теночка. Тройственный союз был сформирован из племенных группировок, которые победили в ходе гражданской войны между городом Аскапоцалько и его подвластными провинциями. Несмотря на первоначальную концепцию империи как союза трех самоуправляемых городов-государств, Теночтитлан быстро стал доминирующим в военном отношении.
Тройственный союз ацтеков вел захватнические войны и быстро расширялся после своего образования. В скором времени союз контролировал большую часть центральной Мексики, а также некоторые более отдаленные территории в пределах Мезоамерики, такие как провинция Соконочко (ацтекский эксклав около современной границы Гватемалы). После захвата новых территорий ацтеки оставили у власти правителей завоеванных городов, если они соглашались выплачивать союзу полугодовую дань, а также отправлять юношей и мужчин воевать в армии ацтеков, когда это необходимо для военных действий союза. В свою очередь, власти Ацтекской империи обеспечивали защиту и политическую стабильность на захваченных территориях и способствовала созданию там единой, развитой экономической системы. К тому времени, когда испанцы прибыли в 1519 году, земли союза фактически находились под властью Теночтитлана, в то время как другие союзники по альянсу взяли на себя вспомогательные роли.
Ацтекская империя была весомым субъектом территориального, политического и экономического контроля, существовавшего в центральной части Мезоамерики в период позднего пост-классического периода до завоевания.
Государственная религия империи была политеистической, то есть ацтеки поклонялись разнообразному пантеону богов, который включал десятки божеств. Божествам поклонялись в храмах столицы Теночтитлан. Культы, и вправду были достаточно разновидными. В частности, имперским религиозным культом ацтеков был культ Уицилопочтли, выдающегося воинственного бога-покровителя Мексики. Людям в завоеванных провинциях было разрешено сохранять и свободно продолжать свои собственные религиозные традиции, если они поклонялись имперскому богу Уицилопочтли в своих местных пантеонах.
В 1521 году империя была уничтожена испанскими конкистадорами во главе с Эрнаном Кортесом.

## Этимология
Название Ацтекской империи происходит от народа, её создавшего — ацтеков. В свою очередь, слово «ацтек» означает буквально «некто из Ацтлана», мифического места, расположенного где-то к северу от Теночтитлана.
Сами же ацтеки называли себя мешика (от этого слова происходит название Мексика), или теночка и тлальтелолька — в зависимости от города происхождения — Теночтитлан, Тлателолко.

## История

Расширение территории ацтеков

### Происхождение
Предки ацтеков пришли с севера, из места, называемого Ацтлан. Согласно легенде, бог солнца и войны Уицилопочтли сказал ацтекам, чтобы они обосновались там, где увидят такую картину: орёл на кактусе будет держать в своих когтях змею. После долгих скитаний, они наконец увидели то, о чём говорил им бог солнца. В 1325 году они основали город на острове, посреди озера Тескоко, и назвали его Теночтитлан.
Вначале ацтеки платили дань Кулуакану, затем Аскапоцалько. Но в 1429 году они уничтожили Аскапоцалько, став независимыми. Затем Ацтекское государство образовало вместе с Тескоко и Тлакопаном Тройственный союз. Члены союза должны были согласовывать внешнюю политику, вместе вести войны и делить захваченную добычу. Но вскоре Тлакопан утратил своё значение и стал вассалом Ацтекской империи. Тескоко же, юридически оставаясь союзником ацтеков, завидовал их успехам, становясь всё более и более враждебным. Закончилось это тем, что тескокцы помогли испанцам во время их осады Теночтитлана в 1521 году.

### Гибель ацтеков

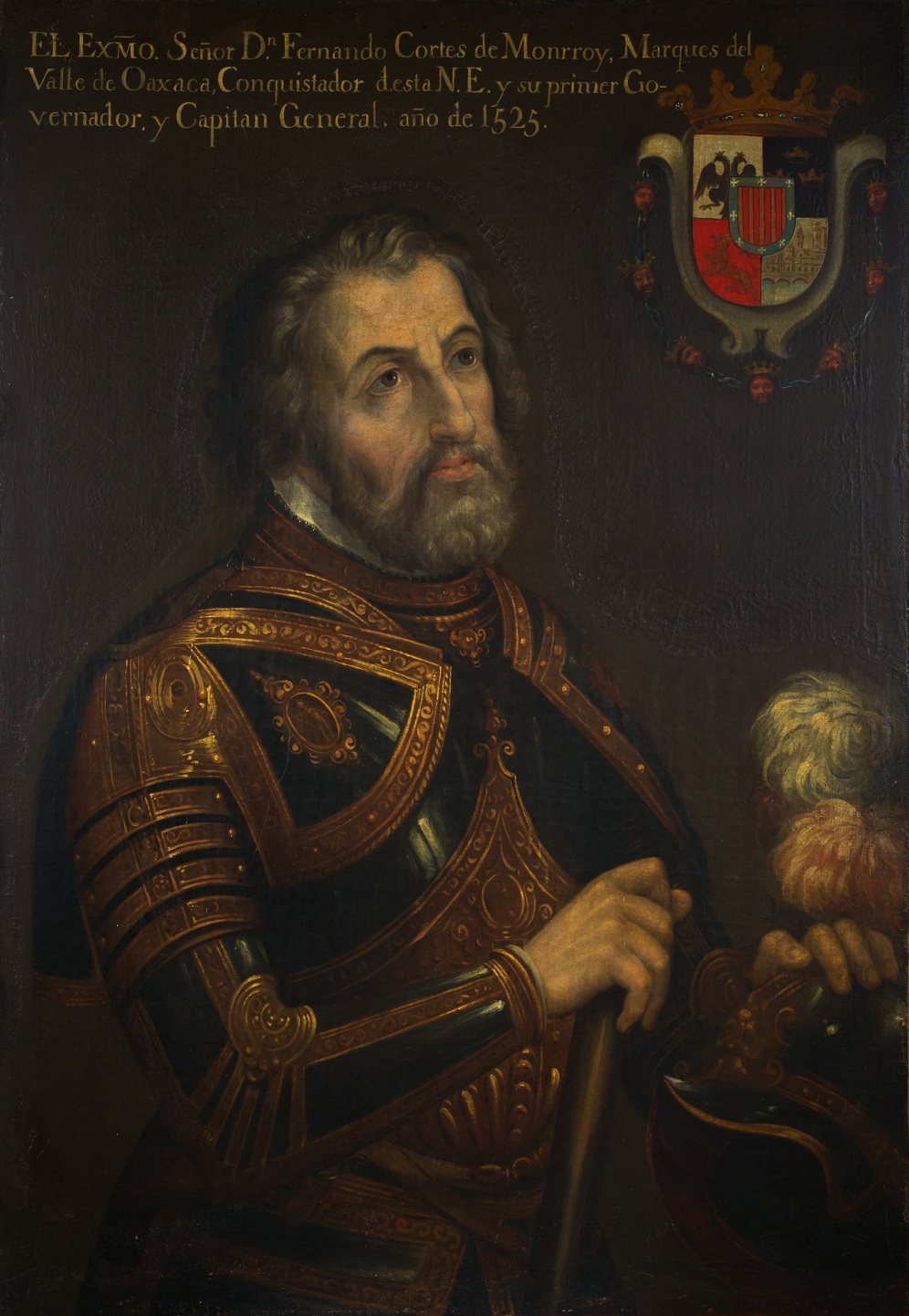
Эрнан Кортес

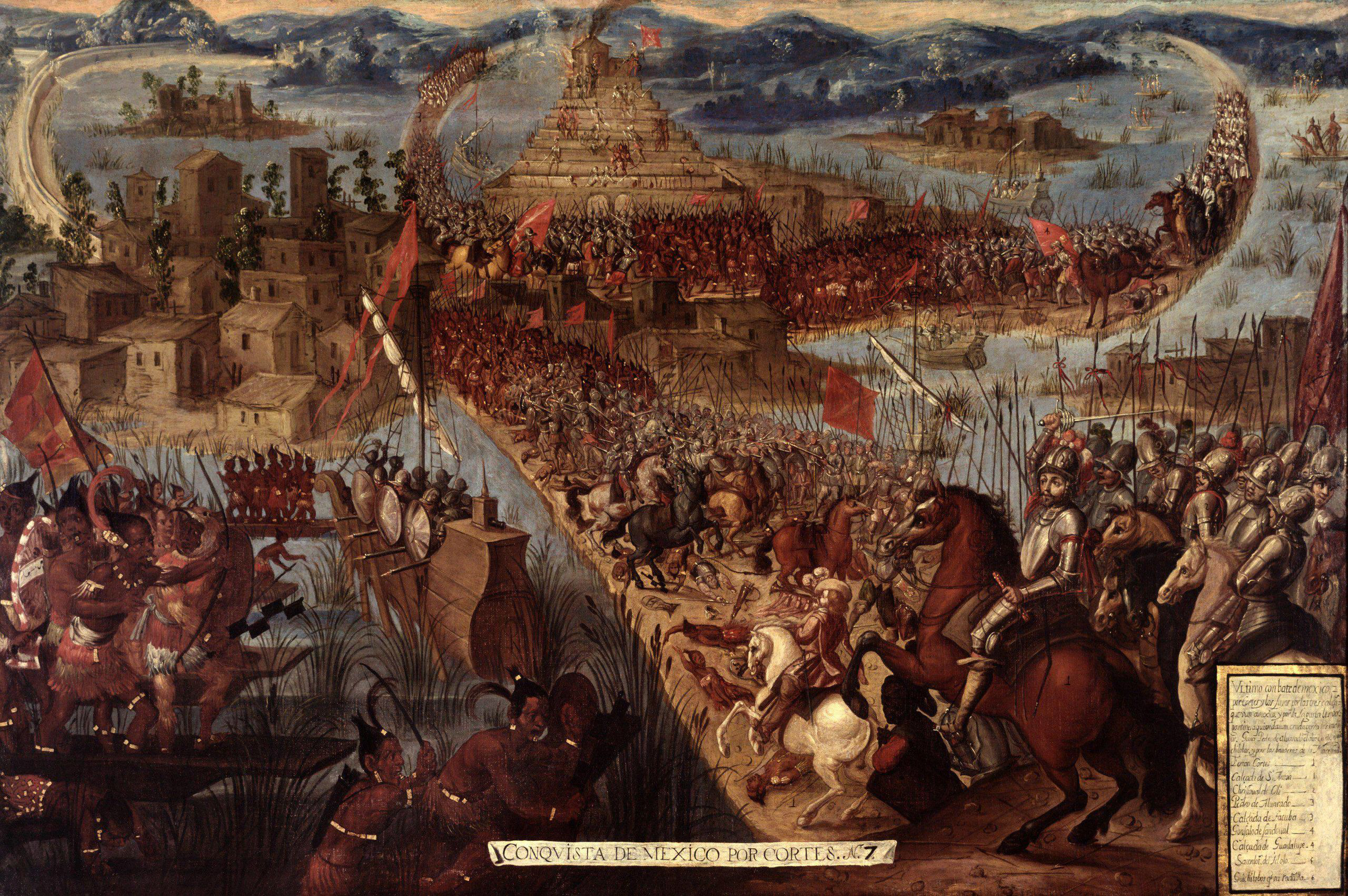
Взятие Теночтитлана

Государство ацтеков находилось на пике могущества, когда в 1519 году на его территорию вторглись испанцы во главе с губернатором Кубы Эрнаном Кортесом. Кортес возглавил морской поход для покорения новой страны с высокоразвитой культурой, прилегавшей к юго-западному побережью Мексиканского залива. О существовании Ацтекской империи испанцы узнали только в предшествующем году (благодаря экспедиции Хуана Грихальвы), но слава о ее золоте успела докатиться до Испании. Эрнандо Кортес отплыл с Кубы 18 февраля с 11 кораблями, на борту которых было 508 солдат, 16 лошадей и несколько пушек. Сначала он приплыл с 10 кораблями к острову Косумель. Затем он обогнул полуостров Юкатан и пристал к мексиканскому побережью, где основал город Веракрус.
Когда испанцы продвигались по побережью к столице империи ацтеков, возникли политические затруднения, еще более усложнившие положение ацтеков. Города-государства, расположенные между долиной Мехико и побережьем, представляли независимые государства, и если они платили дань правителям долины, то делали это очень неохотно. Поэтому многие из этих племен, например тотонаки, приветствовали испанских захватчиков как силу, дающую возможность поднять открытое восстание. Другие, вроде совершенно независимых и воинственных тлашкальцев, подвергли могущество Кортеса испытанию в открытом сражении, и когда испанцы вышли из него победителями, тлашкальцы сделались самыми верными их союзниками.
Когда испанский конкистадор Эрнан Кортес и его товарищи прибыли в Теночтитлан, их настолько поразило увиденное, что им казалось, будто они грезят наяву. Все здания были каменными, улицы — чистыми и опрятными, город идеально спланирован. Ничего подобного они никогда не видели. Великолепие столицы ацтеков совершенно не сочеталось с жестокими человеческими жертвоприношениями, увиденными испанцами в храмах: людей выволакивали на ступени и вырезали сердца. Захватив Теночтитлан, конкистадоры взяли в заложники императора Монтесуму II. Но в 1520 году против оккупантов началось восстание, в ходе которого испанцы были изгнаны, а Монтесума погиб. В 1521 году Кортес вновь захватил Теночтитлан. Империя ацтеков перестала существовать. Средняя продолжительность жизни ацтеков составляла 41,2 года у мужчин и 42,1 у женщин. В XVI веке в результате эпидемии «европейской» болезни — кишечного тифа — умерло около 15 млн ацтеков, то есть более 80 % населения.

## Государственное устройство
Ацтекское государство не было империей в традиционном понимании этого слова. Хотя ацтеки стремились к завоеванию новых территорий, они не ставили цели их присоединения к своему государству. Подчинённые города и племена платили дань, терпели у себя ацтекских наместников, но имели широкую автономию и сохраняли своих прежних правителей.
Правители ацтеков (тлатоани) избирались на совете старейшин и воинов из числа представителей династии Акамапичтли.

## Общество

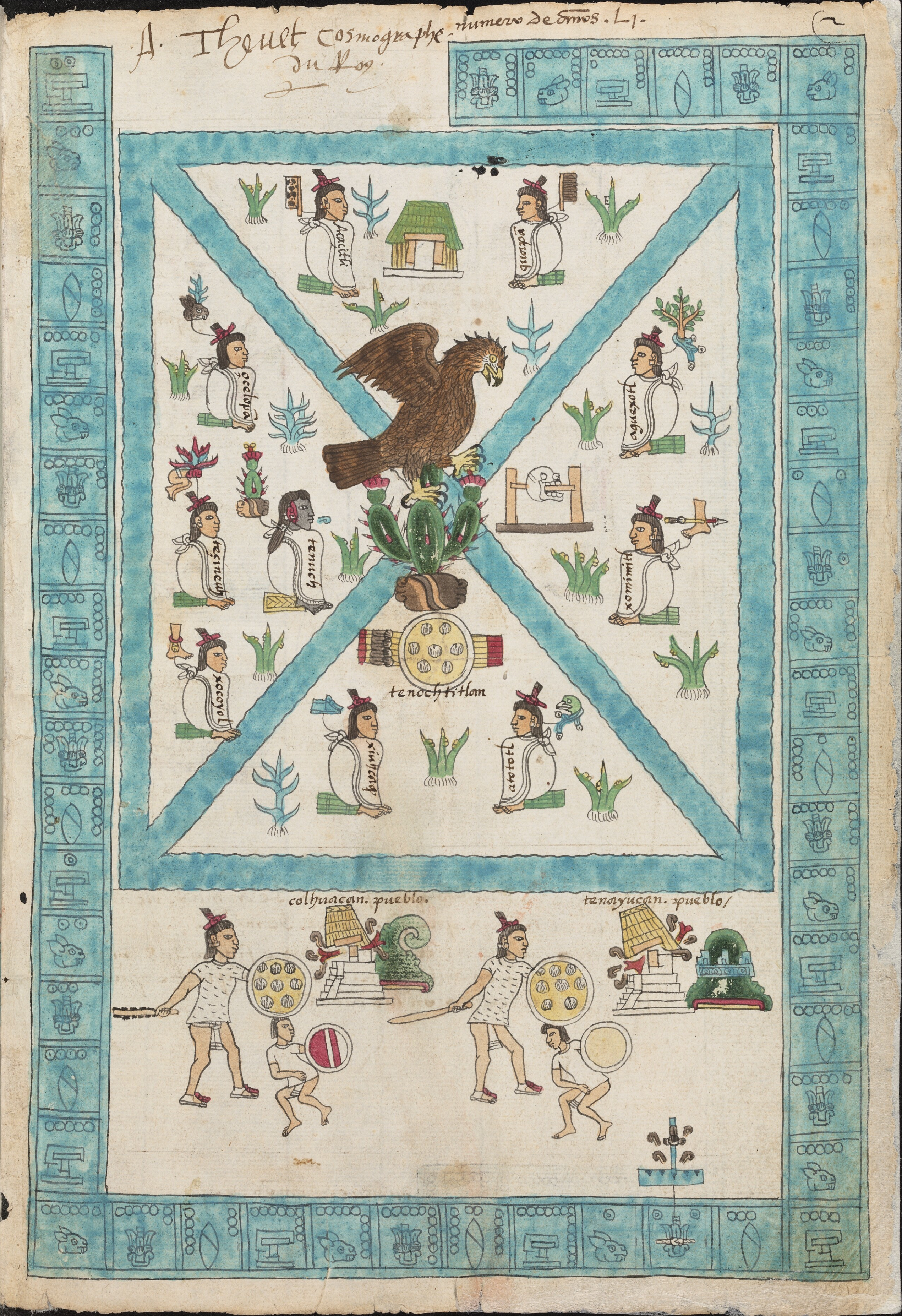
Роль и значение общины нагляднее всего выявляется положением в ней каждого отдельного члена, охарактеризованным в 3-й части «Кодекса Мендосы». Кодекс представляет собой пиктографический источник по истории и культуре ацтеков.

Население ацтекских племен теоретически было демократическим. Человек являлся членом семьи, которая в свою очередь принадлежала к группе семей, составлявших род. Двадцать таких родов обычно образовывали племя, и каждый из них вершил свои собственные дела, но вопросы, имевшие значение для племени в целом, решались совместно с другими родами в особом совете, который состоял из старейшин всех родов. Совет назначал одного вождя племени для ведения гражданских и религиозных дел и второго — для руководства военными действиями. Первоначально это устройство предназначалось для простых земледельческих общин и возникло, вероятно, еще во времена «Средних культур», но затем оно преобразовалось в сложную систему многочисленного и высокоразвитого города-государства.
Традиционно общество разделялось на два социальных слоя, или класса: масеуалли (аст. macehualli, люди), или крестьянство, и пилли (аст. pilli), или знать. Изначально статус знати не передавался по наследству, хоть у сыновей пилли был лучший доступ к ресурсам и обучению, так что им было проще стать пилли. Со временем социальный статус стал наследоваться. Подобным образом ацтекские воины становились пилли благодаря своим воинским достижениям. В армии ацтеков существовало два элитных класса: воины-ягуары и воины-орлы.
Богатая воинская добыча привела к появлению третьего класса: почтека (аст. pochtecatl), или торговцы. Воины их презирали, однако так или иначе отдавали им награбленное в обмен на одеяла, перья, рабов и другие товары.

## Правители (династия Акамапичтли)
- Акамапичтли (1371/6-1396)
- Уилицилипутль (1396—1414)
- Чимальпопока (1414—1428)
- Ицкоатль (1428—1440)
- Монтесума I (1440—1469)
- Ашаякатль (1469—1481)
- Тисок (1481—1486)
- Ауисотль (1486—1502)
- Монтесума II (1502—1520)
- Куитлауак (1520)
- Куаутемок (1520—1521)